# Waldorf (Minnesota)
Waldorf é uma cidade localizada no estado americano de Minnesota, no Condado de Waseca.

## Demografia
Segundo o censo americano de 2000, a sua população era de 242 habitantes.
Em 2006, foi estimada uma população de 237, um decréscimo de 5 (-2.1%).

## Geografia
De acordo com o United States Census Bureau tem uma área de 1,0 quilômetro quadrado, dos quais 1,0 quilômetro quadrado coberto por terra e 0,0 quilômetros quadrados cobertos por água. Waldorf localiza-se a aproximadamente 329 metros acima do nível do mar.

## Localidades na vizinhança
O diagrama seguinte representa as localidades num raio de 24 quilômetros ao redor de Waldorf.